# Santuari de l'òrix àrab
El Santuari del oryx àrab és una antiga zona protegida situada a Oman. Inscrita en l'any 1994 en el Patrimoni de la Humanitat de la Unesco pel criteri x, el bé ha estat retirat de la mateixa llista a l'any 2007.
La fauna i la flora de la zona representa un ecosistema desèrtic únic.
La zona comprèn, especialment, el primer ramat d'orix àrabs lliures després de l'extinció de l'espècie 1972 i la seva reintroducció 1982, són els únics llocs de reproducció lliure de la pioc salvatge, l'Íbex, el llop d'Aràbia, el teixó, el caracal i la població més important de la gasela d'Aràbia en llibertat.
El nombre d'òrix va ser estimat en 450 individus el 1996, però després es va reduir a prop de 65 individus amb solament quatre parelles reproductores.
El 2007, el Comitè del Patrimoni de la Humanitat va retirar el bé de la Llista del Patrimoni de la Humanitat, en resposta a la decisió unilateral d'Oman de reduir el 90% de la superfície de la zona protegida. Va ser la primera vegada que tal supressió ha estat confirmada.